# 베타인
베타인(영어: betaine)은 분자 내에 한 작용기 내부에 국한되지 않는 형식 전하가 존재하는 중성 분자이다.

## 같이 보기
- 일라이드
- 트라이메틸글라이신